# العذبه، قطر

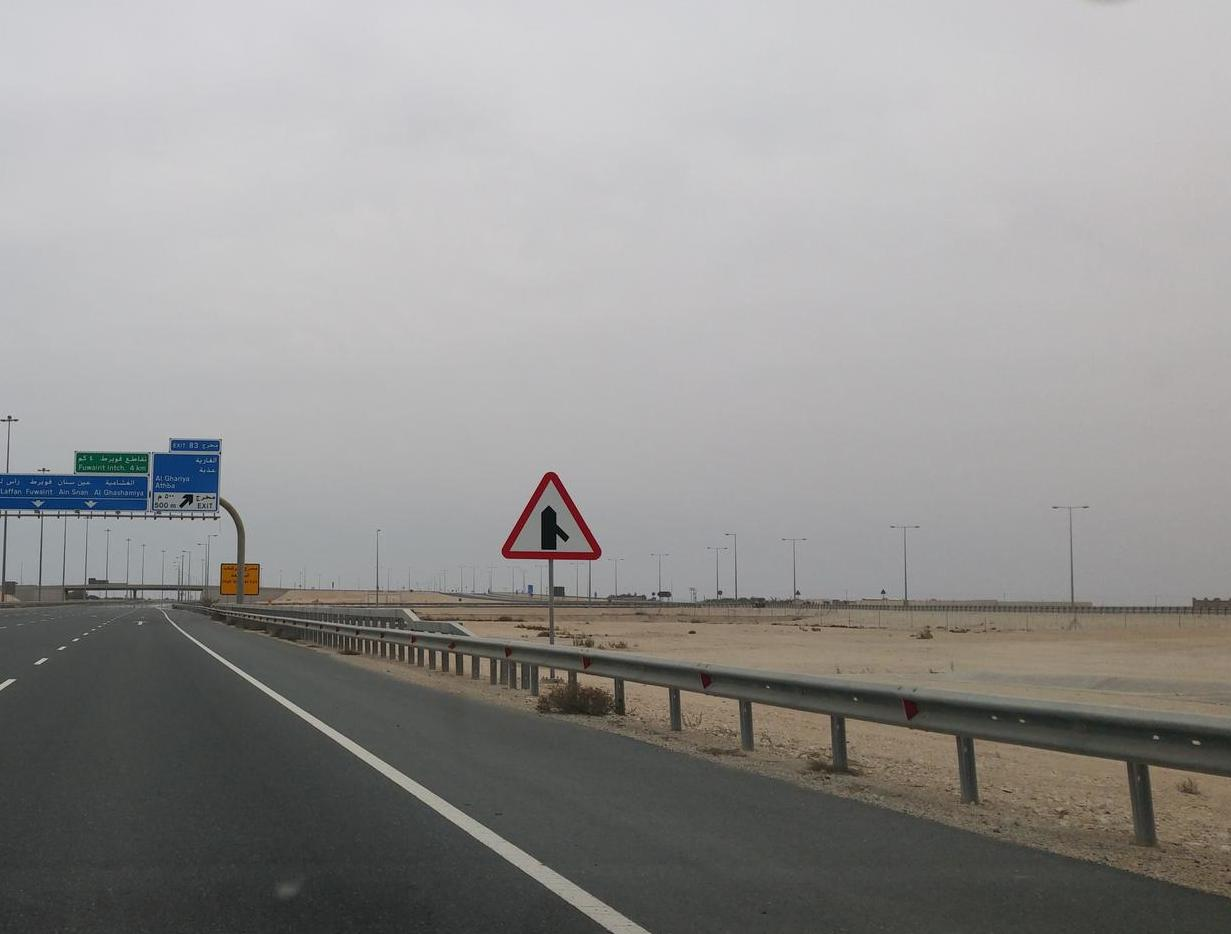
نمایی از بزگراه الشمال

العذبا  یک منطقهٔ مسکونی در قطر است که در الشمال (شهرداری) واقع شده‌است.